# Prichsenstadt
Prichsenstadt ist eine Stadt im unterfränkischen Landkreis Kitzingen.

## Geografie

### Geografische Lage
Die Stadt (ostfränkisch Brieschdi) liegt im fränkischen Weinland zwischen Main und Steigerwald. Durch die Gemeindeteile Bimbach, Brünnau, Neuses am Sand, Stadelschwarzach und Laub fließt die Schwarzach. Durch die Stadt fließt der Altbach und der Beibach.
Geologisch bildet Prichsenstadt den südlichen Endpunkt der Wipfeld-Prichsenstädter Störungszone. Dabei handelt es sich um eine herzynisch streichende, tektonische Verwerfung. Sie weicht von den typischen geologischen Lagerungsverhältnissen Unterfrankens ab.

### Stadtgliederung

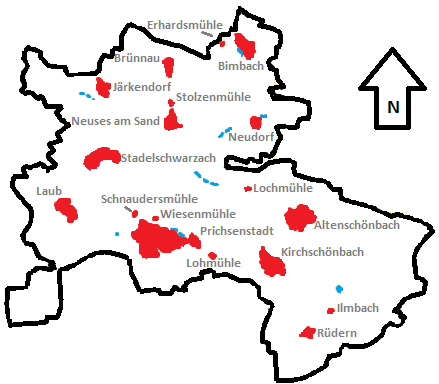
Die Gemeindeteile der Stadt Prichsenstadt

Prichsenstadt ist in elf Gemarkungen aufgeteilt und hat 18 Gemeindeteile:
| Gmkg.- schl. | Gemarkung           | Fläche ha | Einwohner 1.11.2007 | Gemeindeteil(e)                                       |
| ------------ | ------------------- | --------- | ------------------- | ----------------------------------------------------- |
| 1130         | Prichsenstadt       | 642,73    | 949                 | Prichsenstadt, Lohmühle, Schnaudersmühle, Wiesenmühle |
| 1132         | Altenschönbach      | 562,41    | 390                 | Altenschönbach, Lochmühle                             |
| 1117         | Bimbach             | 279,65    | 163                 | Bimbach, Erhardsmühle                                 |
| 1115         | Brünnau             | 299,50    | 200                 | Brünnau, Stolzenmühle                                 |
| 1145         | Rüdern              | 634,14    | 12                  | Rüdern, Ilmbach                                       |
| 1114         | Järkendorf          | 338,42    | 112                 | Järkendorf                                            |
| 1131         | Kirchschönbach      | 443,90    | 377                 | Kirchschönbach                                        |
| 1128         | Laub                | 575,54    | 268                 | Laub                                                  |
| 1118         | Neudorf             | 209,49    | 118                 | Neudorf                                               |
| 1116         | Neuses am Sand      | 300,97    | 127                 | Neuses am Sand                                        |
| 1129         | Stadelschwarzach    | 599,64    | 525                 | Stadelschwarzach                                      |
|              | Stadt Prichsenstadt | 4886,39   | 3251                | 9 Ortsteile                                           |

Alle Gemarkungen mit Ausnahme von Rüdern waren früher selbstständige Gemeinden. Rüdern wurde 1870 weitgehend abgesiedelt und nach Kirchschönbach eingemeindet. Kirchschönbach (einschließlich Rüdern) sowie die acht übrigen Gemeinden wurden 1972 im Zuge der Gebietsreform in Bayern nach Prichsenstadt eingemeindet.

### Nachbargemeinden
Nachbargemeinden sind (von Norden beginnend im Uhrzeigersinn) Oberschwarzach, Geiselwind, Wiesentheid, Volkach und Lülsfeld.

### Naturschutz
In der Stadt Prichsenstadt spielt die Förderung der Land- und Forstwirtschaft traditionell eine bedeutende Rolle, während der Naturschutz eine eher untergeordnete Stellung einnimmt. Dennoch befinden sich innerhalb des Stadtgebiets mehrere kleine Schutzgebiete.
Drei Naturwälder liegen im Staatswaldkomplex östlich von Altenschönbach, ein weiterer befindet sich östlich von Neudorf. Der Naturwald Ilmbacher Wald (Nummer 4520) erstreckt sich über etwa 13 Hektar und zählt damit zu den größten Naturwäldern im Landkreis Kitzingen. Weiter nördlich liegt der Naturwald Höllgrund (Nummer 4530) mit einer Fläche von 3,53 Hektar, der durch seinen seltenen Waldbestand aus Edellaubholz und Buche besonders schützenswert ist. Der Naturwald Krackentännig, 2,63 Hektar groß, liegt an der Stadtgrenze östlich von Neudorf und zeichnet sich durch einen seltenen Bestand aus Eschen und Schwarzerlen aus. Innerhalb des Stadtgebiets befindet sich zudem der Naturwald Ebener Trieb mit einer Fläche von 1,11 Hektar.
Darüber hinaus sind die beiden Naturdenkmäler Galgensee und Harfenföhre hervorzuheben. Der Galgensee liegt westlich von Prichsenstadt an der Verwaltungsgrenze zu Wiesentheid. Als Feuchtbiotop mit Teich- und Sumpflandschaft steht er aufgrund seiner ökologischen Bedeutung unter Schutz, um die charakteristische Tier- und Pflanzenwelt zu bewahren. Die Harfenföhre, ein weiteres Naturdenkmal, befindet sich östlich des Prichsenstädter Ortsteils Altenschönbach.
Zudem liegen Teile des Stadtgebiets innerhalb des Naturparks Steigerwald.

## Geschichte

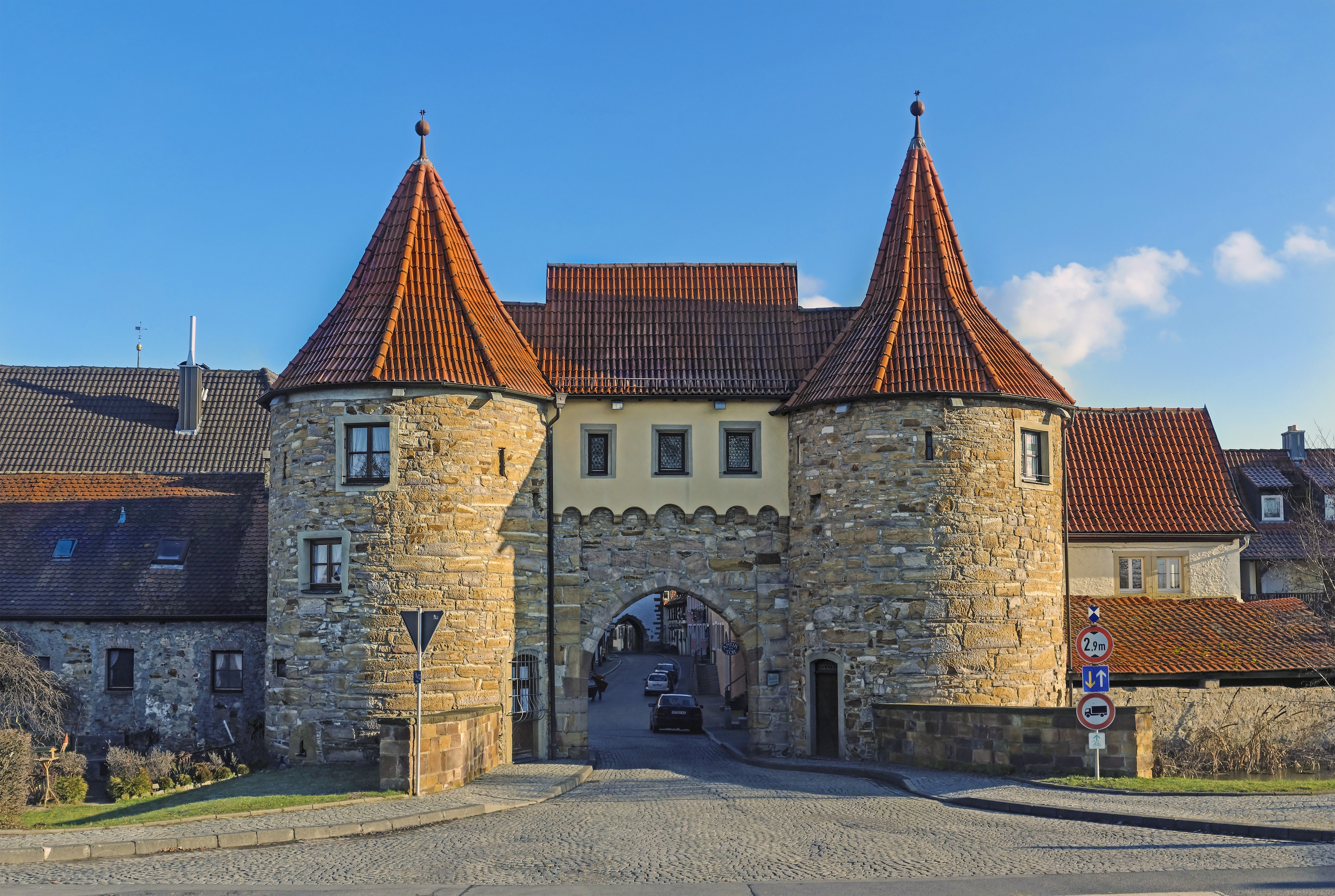
Westtor

### Bis zum 19. Jahrhundert
In einer Urkunde der Grafen zu Castell wurde Prichsenstadt 1258 zum ersten Mal erwähnt, als die Grafen dem Ritter Heinrich von 'Briesendorf' es als Kämmererlehen übertrugen. Die Ritter saßen auf dem Schloss Prichsenstadt. 1367 erhielt Prichsenstadt die Stadtrechte von Kaiser Karl IV. verliehen. Anschließend ging es in den Besitz seines Sohnes König Wenzel von Böhmen über. Nach einigen Auseinandersetzungen gelangte der Ort in den Besitz der Burggrafen von Nürnberg, später die Markgrafen von Brandenburg. Mehrmals war die Stadt schweren Zerstörungen ausgesetzt: 1492 durch den Würzburger Bischof Johann III. von Grumbach und 1632 durch kaiserliche Truppen vom Lager Wallensteins sowie in den folgenden Jahren durch umherziehende plündernde Haufen. 1803 kam Prichsenstadt vom 1792 preußisch gewordenen Fürstentum Ansbach, das ab 1500 im Fränkischen Reichskreis lag, an das Kurfürstentum Bayern.

### Jüdische Gemeinden
Mindestens seit dem 19. Jahrhundert waren jüdische Familien im Ort ansässig, die eine jüdische Gemeinde bildeten und in der Freihofgasse eine Synagoge und ein Schulhaus errichteten. Beide Gebäude wurden beim Novemberpogrom 1938 von SA-Männern verwüstet, sie werden seither für andere Zwecke genutzt. An der Friedhofsmauer erinnert eine Gedenktafel an dieses Geschehen und an die Verfolgung und Vernichtung der jüdischen Einwohner in der Shoa. Neben der jüdischen Gemeinde in Prichsenstadt bestanden in den heutigen Ortsteilen Altenschönbach, Brünnau, Järkendorf und Kirchschönbach Kultusgemeinden.

### Wüstungen und Eingemeindungen
Im 15. Jahrhundert wurde das Dorf Kleinschönbach aufgegeben und die Bewohner zogen in das befestigte Prichsenstadt. Bis zur Gemeindegebietsreform gehörte Prichsenstadt zum Landkreis Gerolzhofen. Dieser wurde am 1. Juli 1972 aufgelöst und die bis dahin selbstständigen Gemeinden Altenschönbach, Bimbach, Brünnau, Järkendorf, Kirchschönbach, Laub, Neudorf, Neuses am Sand und Stadelschwarzach nach Prichsenstadt eingegliedert.

### Einwohnerentwicklung
Im Zeitraum 1988 bis 2018 stieg die Einwohnerzahl von 2833 auf 3050 um 217 Einwohner bzw. um 7,7 %. 2006 hatte die Stadt 3240 Einwohner.
Quelle: BayLfStat

## Politik

### Gemeinderat
Der Stadtrat hat 16 Mitglieder. Er setzt sich nach den Kommunalwahlen seit 2014 wie folgt zusammen:
| Partei/Liste                        | 2020  | 2020          | 2014  | 2014          |
| Partei/Liste                        | Sitze | Stimmenanteil | Sitze | Stimmenanteil |
| CSU                                 | 6     | 35,6 %        | 7     | 40,0 %        |
| SPD                                 | –     | –             | 3     | 19,1 %        |
| Grüne                               | 1     | 6,9 %         | –     | –             |
| Stadelschwarzacher Ortsliste (STOL) | 2     | 12,6 %        | 2     | 14,6 %        |
| Freie Bürgergemeinschaft (FBG)      | 4     | 25,4 %        | 4     | 26,3 %        |
| Lauber Wählerliste (LWL)            | 3     | 19,5 %        | –     | –             |

### Bürgermeister
Erster Bürgermeister ist seit der Kommunalwahl 2014 René Schlehr (parteilos). Er wurde mit 53,4 % der gültigen Stimmen gewählt und am 15. März 2020 mit 55,2 % für weitere sechs Jahre im Amt bestätigt. Qua Amt ist er zusätzliches Mitglied des Stadtrats.

### Wappen
| Wappen von Prichsenstadt | Blasonierung: „Gespalten von Blau und Rot; vorne ein silberner Turm mit breitem silbernen Dach, hinten ein doppeltschwänziger, silbern gekrönter und silbern bewehrter silberner Löwe, der die Vorderpranken an den Turm legt.“ |
| Wappen von Prichsenstadt | Wappenbegründung: Die Darstellung des Turms und des Löwen erscheint bereits in den frühesten bekannten Siegeln, die im 14. Jahrhundert geführt wurden. Der Löwe ist wahrscheinlich der böhmische, der Turm steht für die Stadtrechte. Die Stadt erhielt die Stadtrechte im Jahr 1367 vom König von Böhmen. Bis 1818 blieb das Wappen unverändert, der Löwe wurde 1818 entfernt. Am 21. Mai 1837 wurde jedoch das alte Wappen nach einem Erlass König Ludwigs I. von Bayern wieder angenommen. Nach Bauer bezieht sich die rote Tingierung dagegen auf das gesamte Wappenschild, die Farbe Blau taucht lediglich auf dem Dach des Turmes auf. |

## Kultur und Sehenswürdigkeiten

### Baudenkmäler
In der Stadt Prichsenstadt und ihren Gemeindeteilen hat sich eine Vielzahl an Baudenkmälern erhalten, die aus nahezu allen Kunstepochen seit dem Mittelalter stammen. Die meisten dieser Denkmäler befinden sich in der Kernstadt. In allen größeren Dörfern der Umgebung sind Schlösser und Burgen erhalten, die auf die ehemals herrschaftliche Zersplitterung der Region hinweisen. Die unterschiedlichen Errichtungsumstände der Dorfkirchen geben Hinweis auf die jahrhundertelange konfessionelle Spaltung des Steigerwaldvorlandes.

#### Mittelalterliche Altstadt

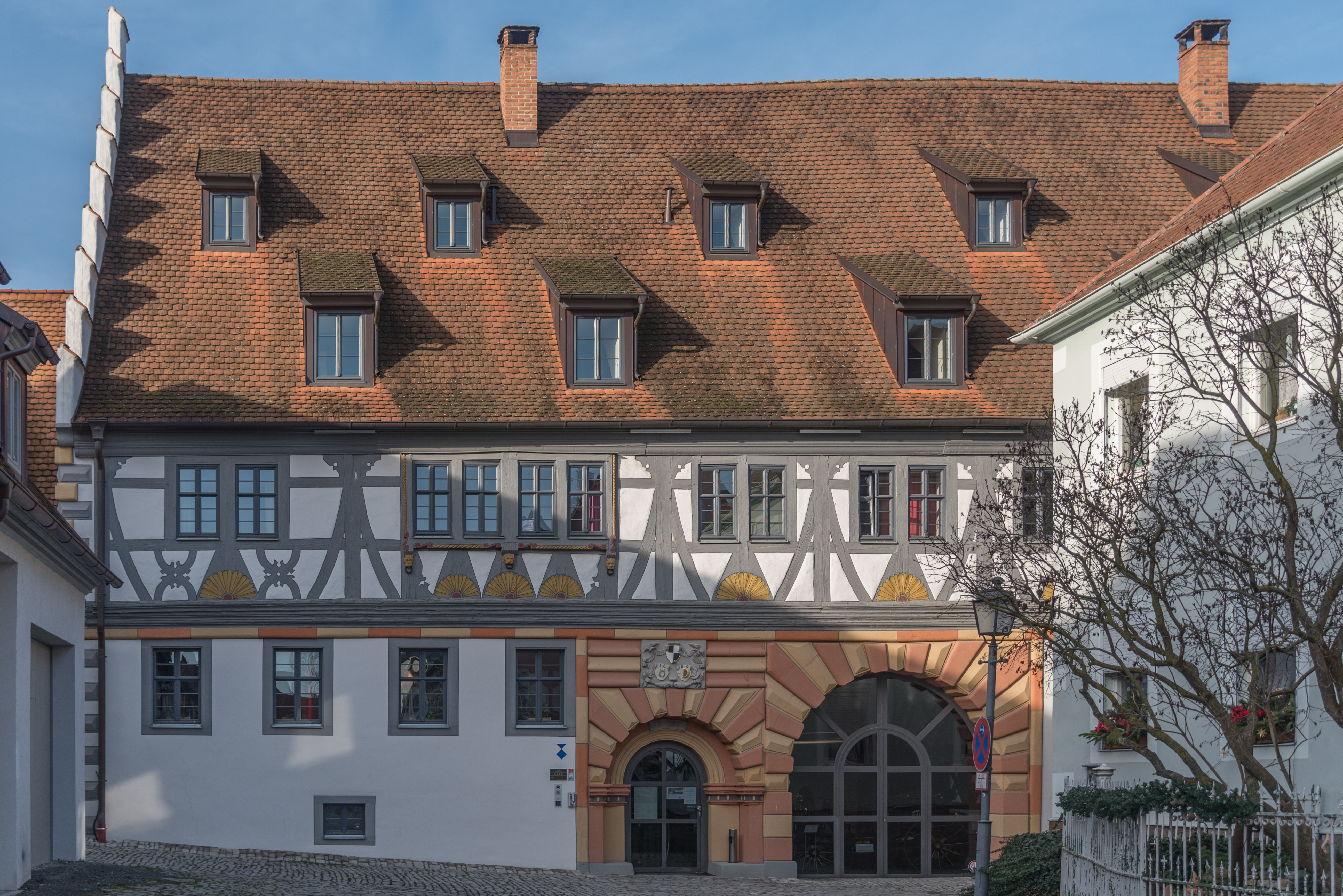
Der ehemalige Freihof in der Kernstadt

Prichsenstadt hat eine nahezu vollständig erhaltene, mittelalterliche Altstadt, die im 15. Jahrhundert erstmals von einer Befestigung umgeben wurde. Die Stadt, die spätestens im 16. Jahrhundert das evangelische Bekenntnis annahm, lag inmitten des katholischen Hochstifts Würzburg und war deshalb häufig den Angriffen des großen Nachbarn ausgesetzt. Der Großteil des Baubestands geht auf die Zeit nach dem Dreißigjährigen Krieg zurück. Die Altstadt von Prichsenstadt ist als Ensemble unter besonderen Schutz gestellt. → siehe auch: Altstadt (Prichsenstadt)
Einzelne markante und wichtige Baulichkeiten wurden vom Bayerischen Landesamt für Denkmalpflege geschützt. Einen der Mittelpunkte der Stadt bildet die evangelisch-lutherische Sixtuskirche, die eine Pfarrkirche wurde. Der Bau geht weitgehend auf das 18. Jahrhundert zurück. Im Inneren überwiegen Elemente des Markgrafenstils mit einer Staffelung von Altar und Orgel. Besonders wertvoll ist die Kanzel aus der Zeit der Renaissance. → siehe auch: Evangelische Kirche (Prichsenstadt)
Die weltlichen Pendants bilden das dreigeschossige Rathaus, das mit seinen Fachwerkobergeschossen auf das ausgehende 17. Jahrhundert zurückgeht und der Freihof. Der Freihof ist der letzte Überrest des ehemaligen Amtschlosses der Markgrafen von Ansbach. Er hat als typisches Bauwerk der Renaissance einen Stufengiebel und ein bossiertes Eingangsportal. → siehe auch: Freihof (Prichsenstadt)
Die Stadt wurde im Mittelalter von einer Befestigung umgeben, die noch weitgehend erhalten ist. Besonders eindrucksvoll ist das sogenannte Vorstadttor mit seinen zwei breiten Rundtürmen und der Stadtturm, der die ehemalige Innenstadt von der Vorstadt trennte. Um die Altstadt befinden sich der Friedhof aus dem 16. Jahrhundert und die katholische Filialkirche St. Thekla und St. Lioba. Im Friedhof ist eine Außenkanzel erhalten, typisch für das Kitzinger Land. → siehe auch: Friedhof (Prichsenstadt) und St. Thekla und St. Lioba (Prichsenstadt)

#### Gemeindeteile
In den Gemeindeteilen dokumentieren ebenfalls Denkmäler die jahrhundertelange Entwicklung. Besonders das Dorf Laub kann mit einigen baulichen Besonderheiten aufwarten. Dort herrschte jahrhundertelang das Bürgerspital Würzburg und sorgte für die Abgabenfreiheit der Bewohner. Die sogenannten Lauber Madonna in der katholische Nikolauskirche mit ihrem kleinen Dachreiter ist eine bedeutende frühgotische Plastik. → siehe auch: St. Nikolaus (Laub) und Lauber Madonna
Anders als Prichsenstadt selbst gelang es den Gemeindeteilen nicht, eine eigene aufzubauen, weil die wirtschaftlichen Grundlagen dies nicht zuließen. Statt einer Ortsummauerung, für die die wirtschaftlichen Grundlagen fehlten, befestigten die Dörfer lediglich ihren Kirchhof. Die einzige, erhaltene Kirchhofbefestigung im Ortsteil Stadelschwarzach besteht aus mehreren Gaden und Überresten der Ringmauer. Das Zentrum der Anlage, zu der auch das ehemalige Gemeinderathaus und ein Amtshaus des Klosters Münsterschwarzach gehören, bildet die Bartholomäuskirche. → siehe auch: Kirchenburg Stadelschwarzach, Rathaus (Stadelschwarzach) und St. Bartholomäus (Stadelschwarzach)
In Altenschönbach wurde im 16. Jahrhundert die Reformation eingeführt. Die Dorfherren, lange Zeit die Herren von Crailsheim, erhöhten damit ihren Einfluss auf die Untertanen. In der Dorfkirche St. Marien entstanden Verehrungsorte für die Herren. Im Jahr 1596 wurde ein großes Epitaph für den verstorbenen Georg Wolfgang von Crailsheim errichtet. Die Decke der Kirche ist seit dem beginnenden 17. Jahrhundert von einer Wappendecke mit einer bunte Ahnenprobe der Crailsheimer überspannt. → siehe auch: St. Marien (Altenschönbach)
Die territoriale Zersplitterung sorgte auch für die Errichtung repräsentativer Herrensitze in kleineren Ortschaften. So ließen sich die Fuchs von Dornheim zu Bimbach in dem Dorf ein mächtiges, zweiflügeliges Renaissanceschloss errichten. Das Jagdschloss Ilmbach ist wesentlich jünger. Es wurde im 19. Jahrhundert durch die katholische Familie von Schönborn anstelle eines aufgelassenen Kartäuserklosters als Sommersitz errichtet. Die meisten Schlösser in der Großgemeinde sind noch bewohnt. → siehe auch: Schloss Bimbach und Schloss Ilmbach

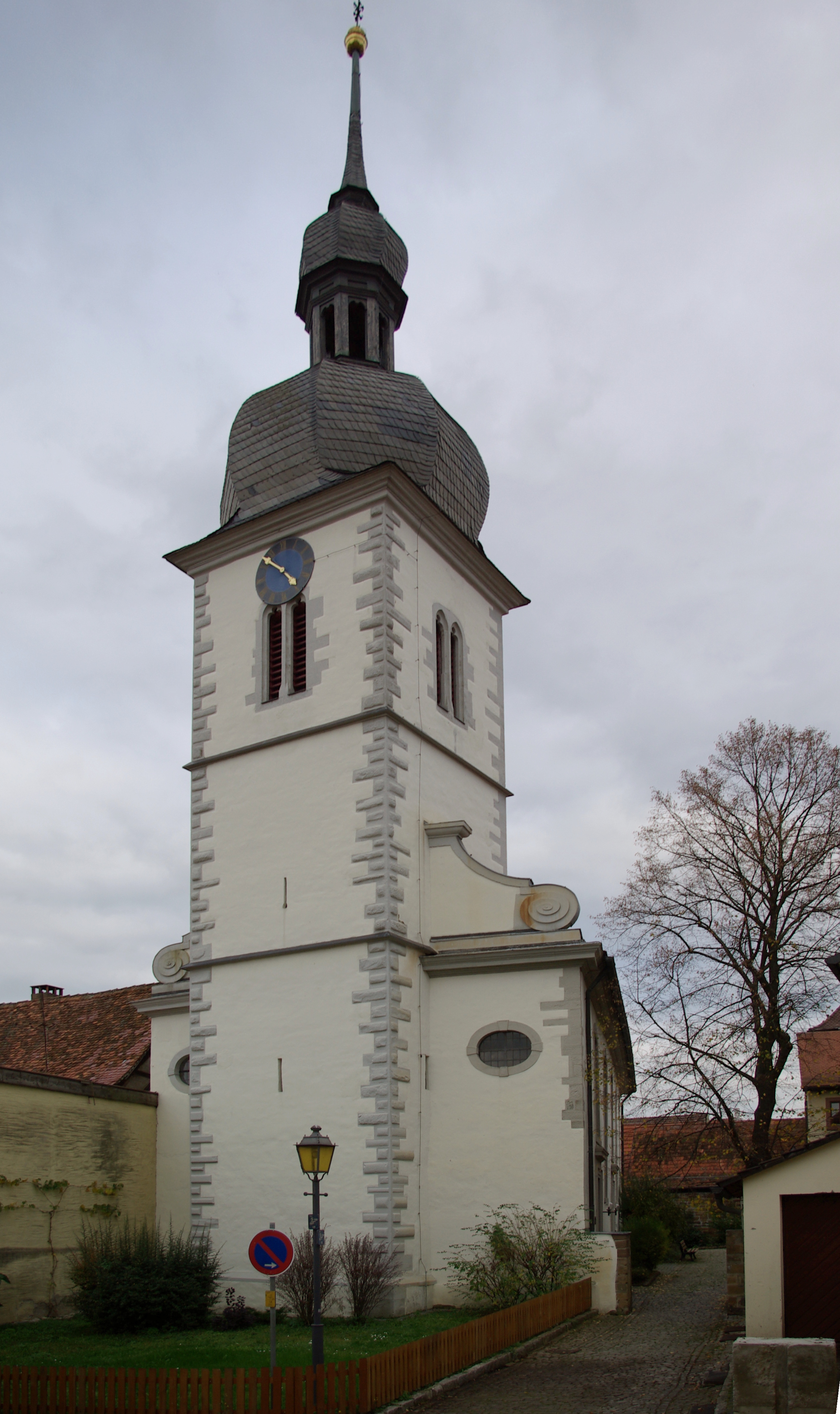
Die Kirche St. Sixtus in Prichsenstadt
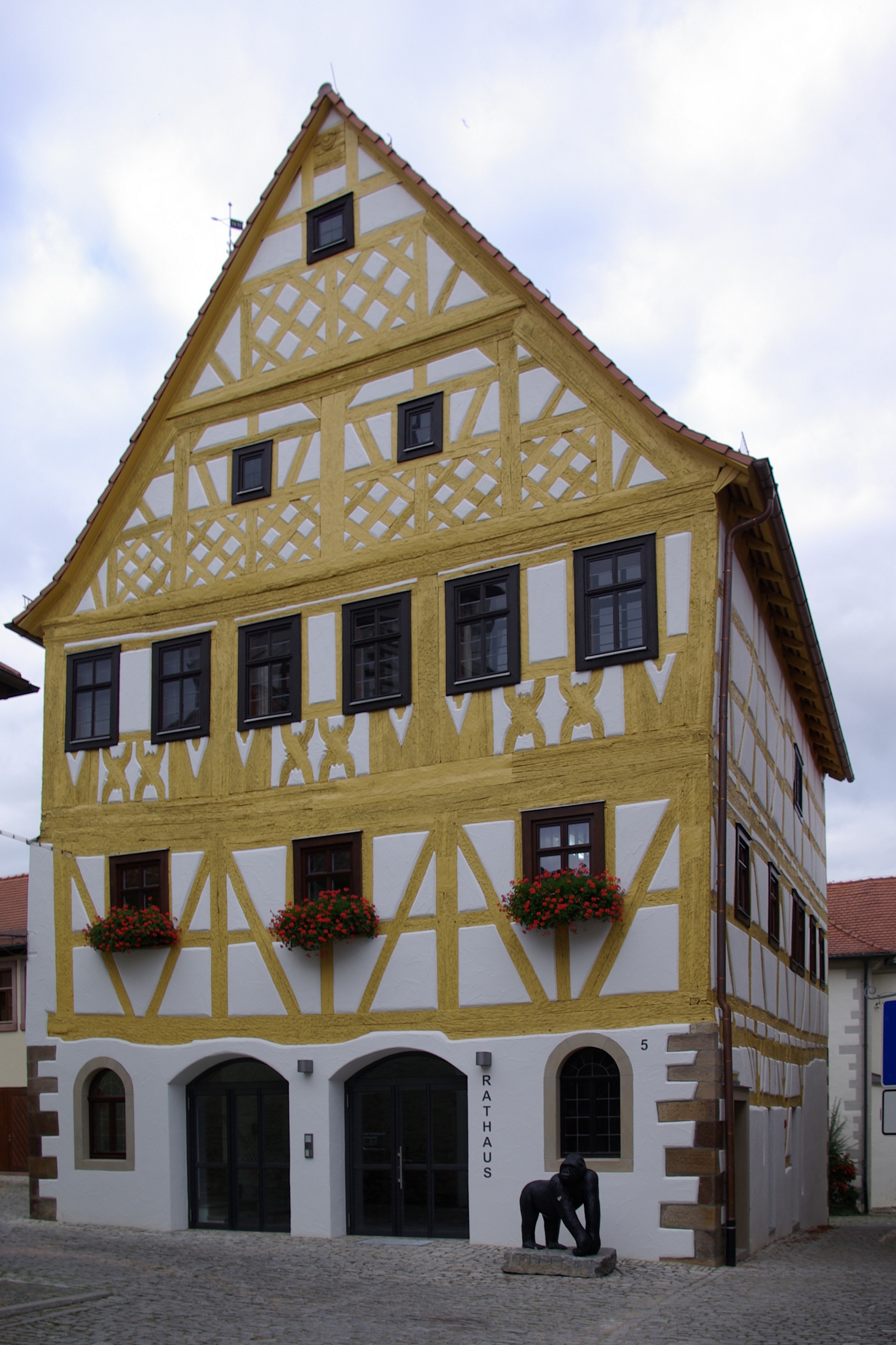
Das Prichsenstädter Rathaus
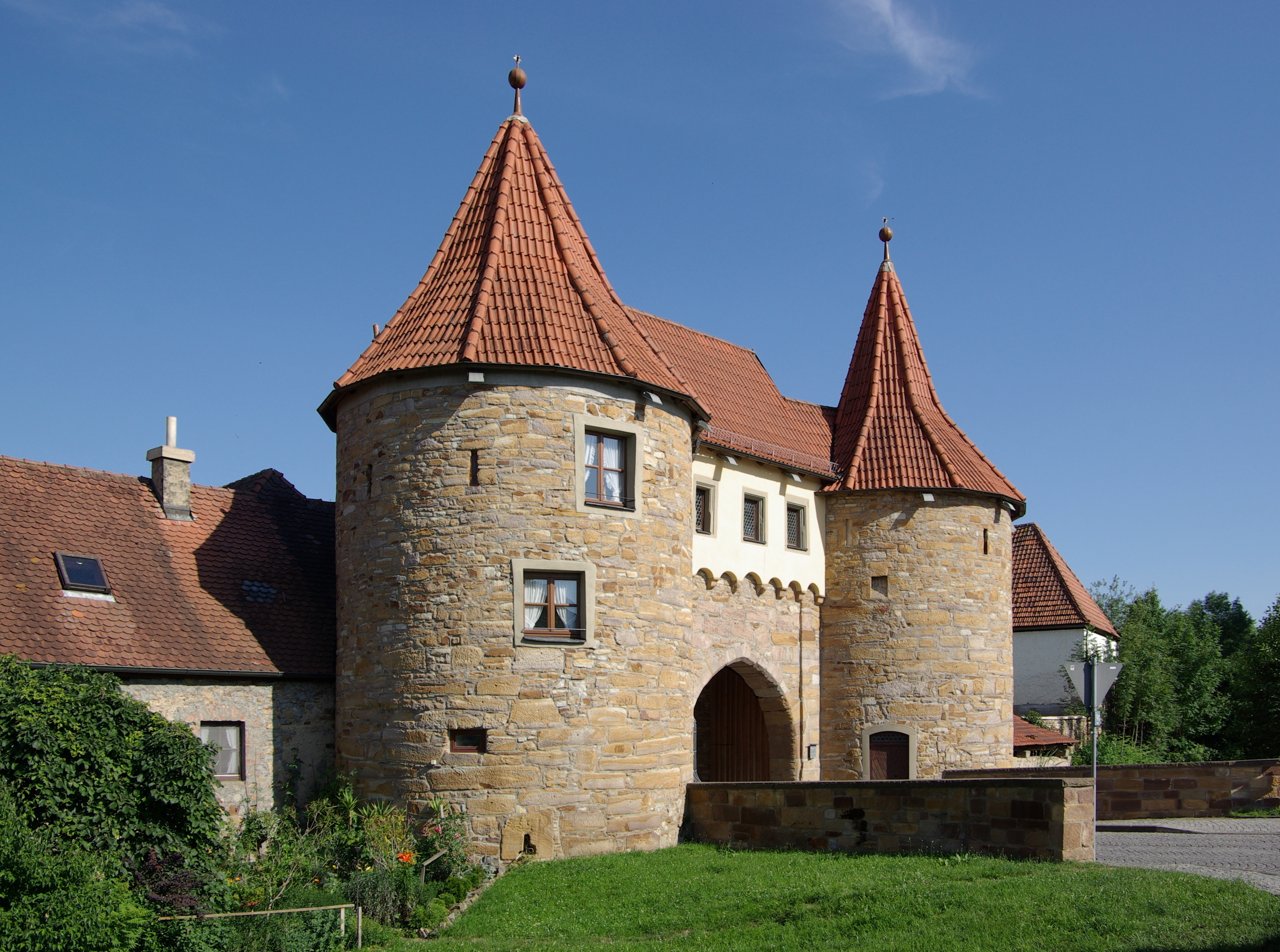
Das Vorstadttor
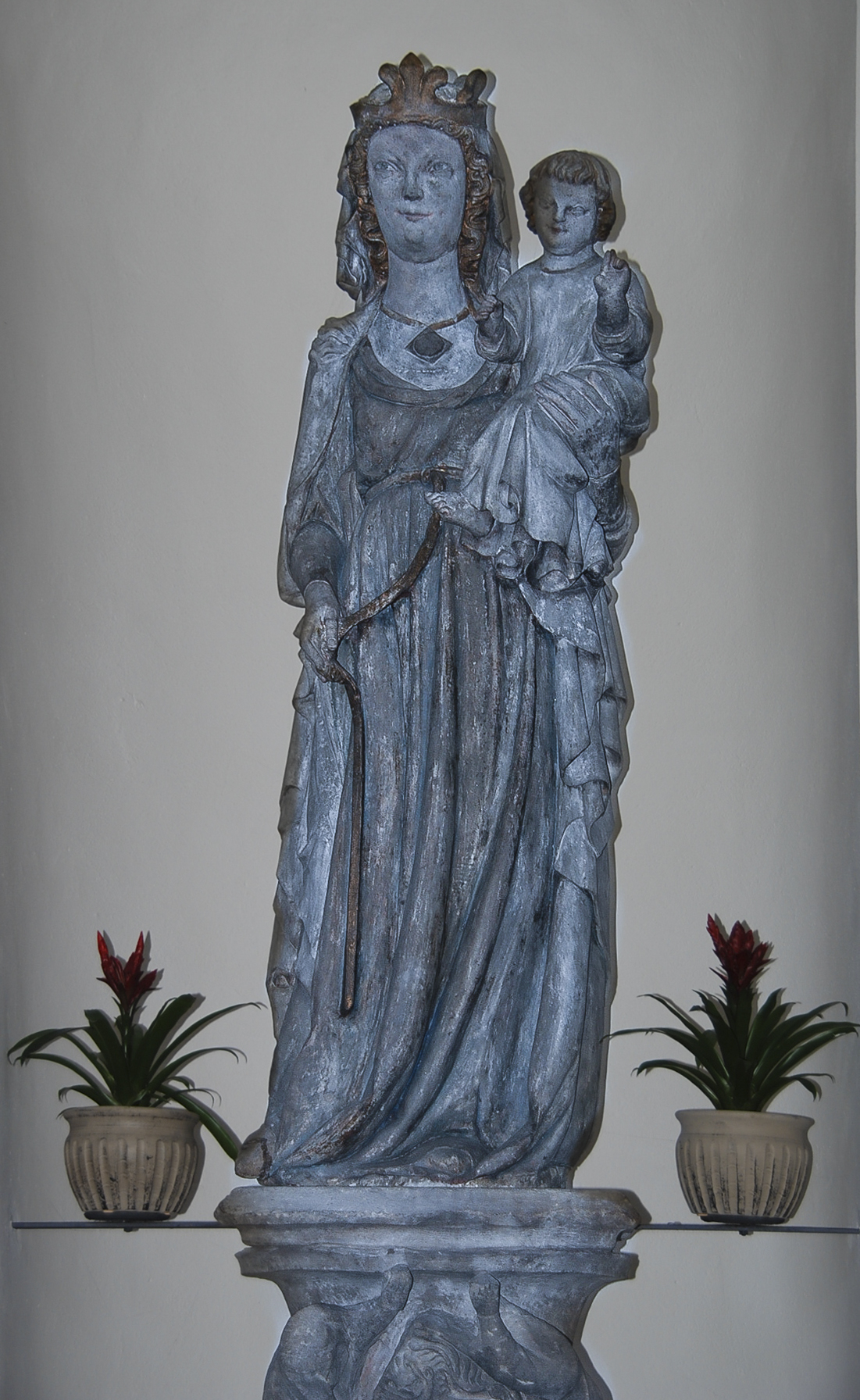
Die Lauber Madonna
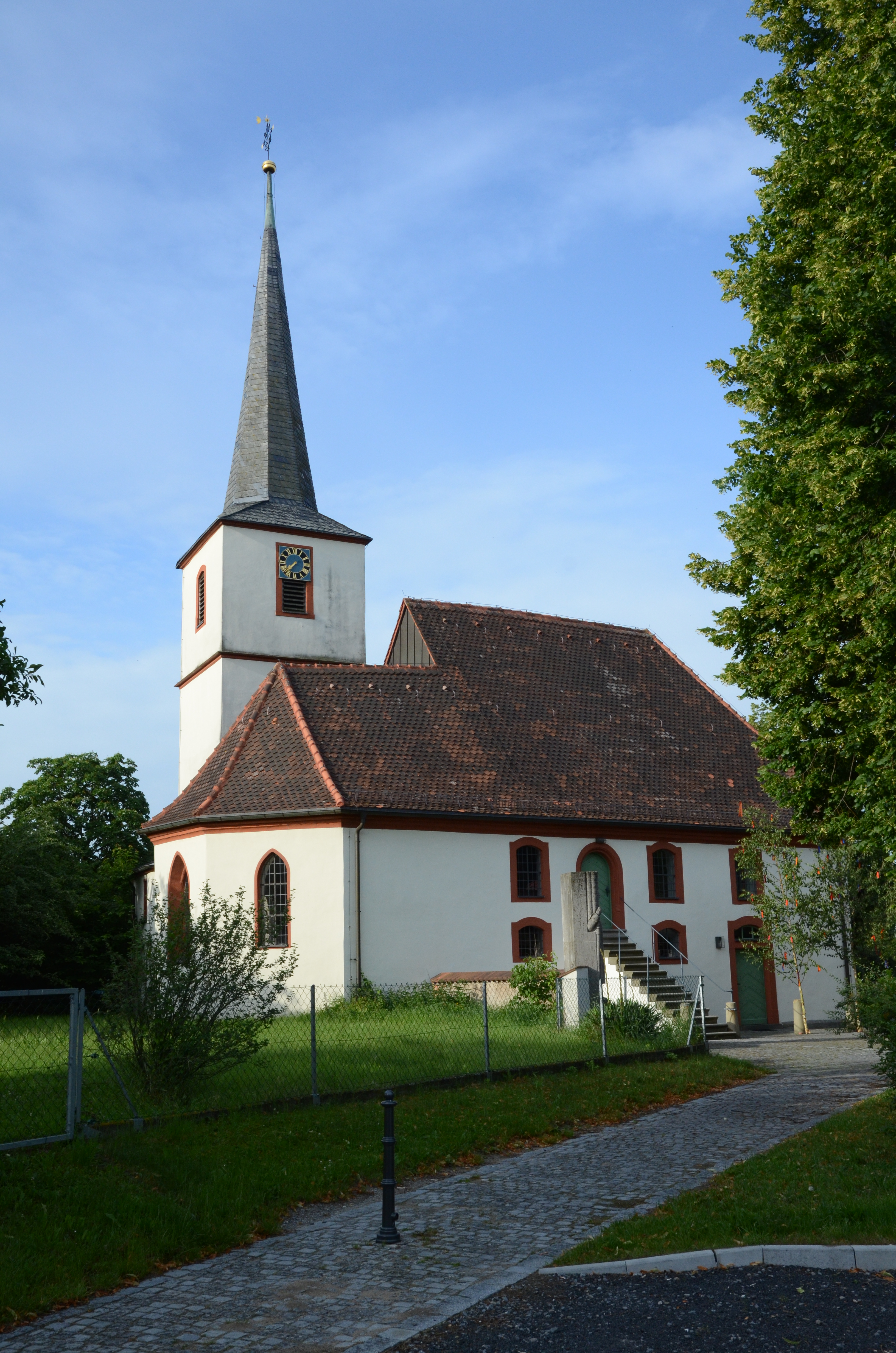
St. Marien in Altenschönbach
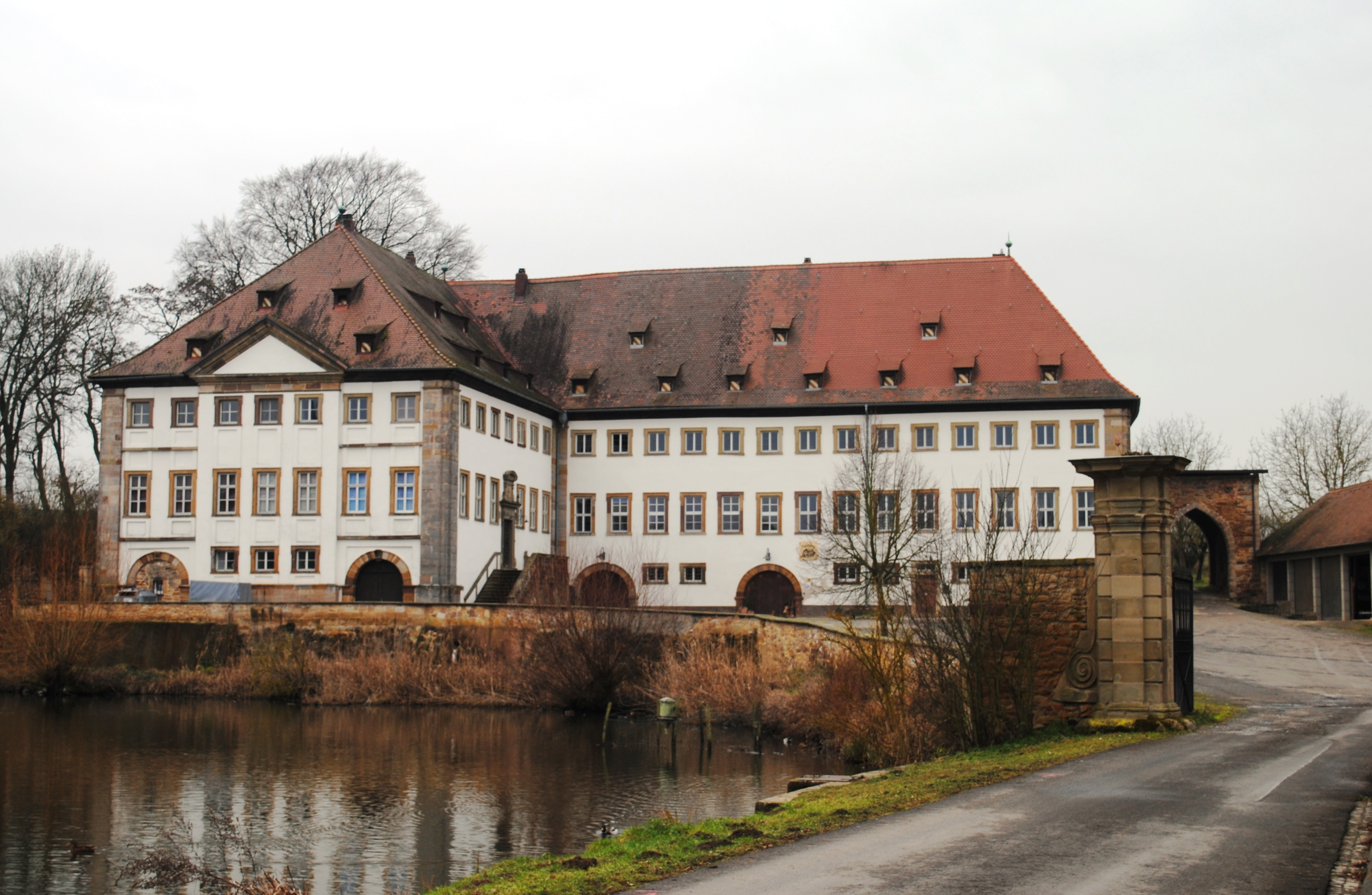
Das Schloss in Bimbach
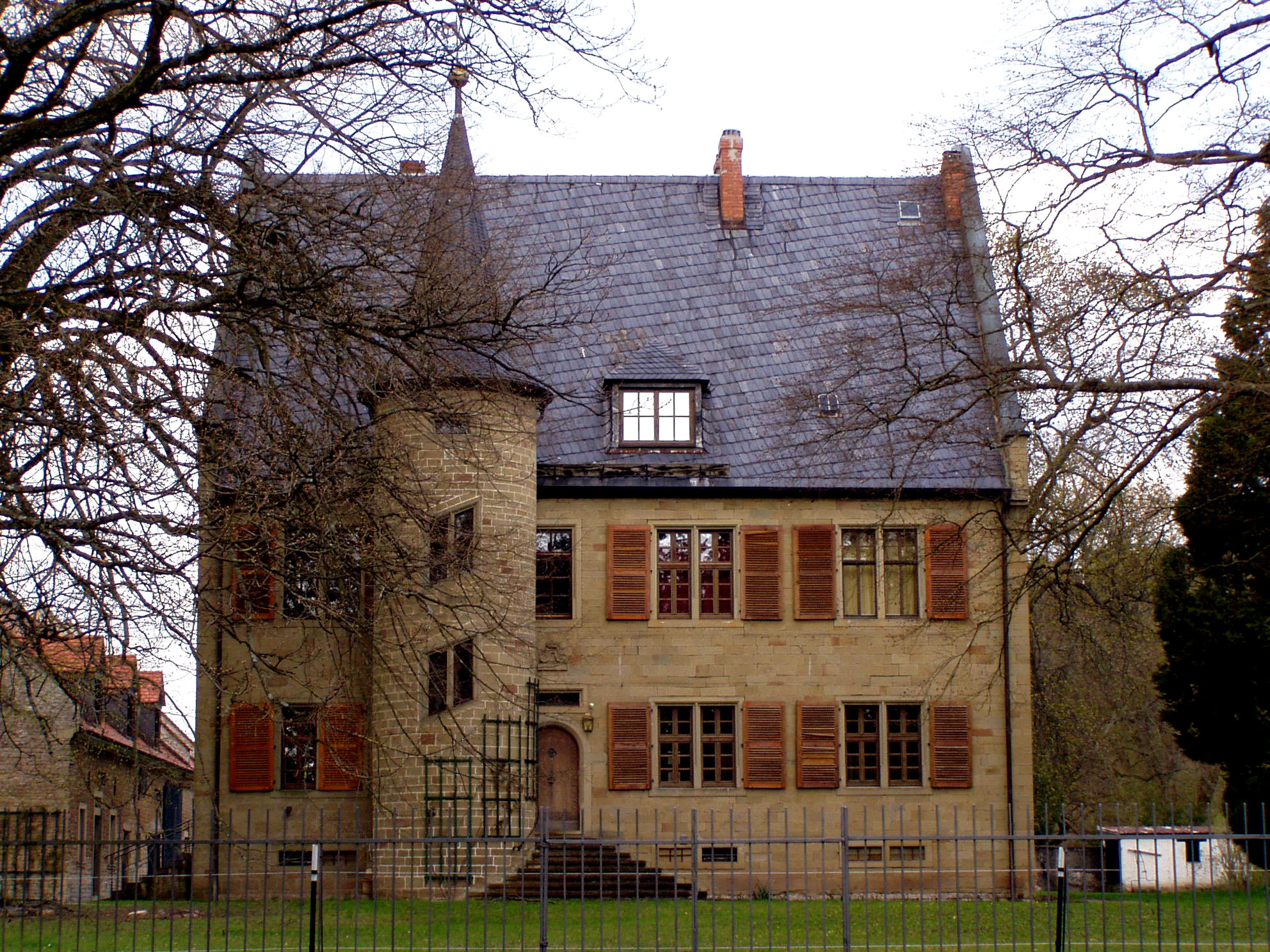
Das Ilmbacher Jagdschloss

### Sagen
In mehreren Gemeindeteilen wurden Sagen und mündliche Erzählungen überliefert, zumeist im 19. und 20. Jahrhundert erstmals schriftlich festgehalten. Es ist eine klare Trennung zwischen den überwiegend katholisch bewohnten Orten und den evangelischen Gemeinden festzustellen. Die lutherischen Dorf- bzw. Stadtherren versuchten die vermeintlich abergläubischen Geschichten zu verbieten. Eine Ausnahme bildet aber Prichsenstadt selbst.
Die wohl wirkungsvollste Sage aus der Großgemeinde handelt von der sogenannten Goldeule. Die Schleiereule machte einen Prichsenstädter Bürger reich, weil sie Golddukaten statt Eier legte. Der Mann hatte aber Angst vor der Macht der Eule und wollte sie loswerden. Alle Versuche misslangen und schließlich wurde der Mann von der Eule getötet. Die Eule war Namensgeber für den Prichsenstädter Eulenspiegel, der im 21. Jahrhundert als Sammelband lokalhistorischer Aufsätze herausgegeben wurde.
Weitere Sagen haben die Besonderheiten der mainfränkischen Landschaft als Inhalt. So handelt die Galgenseesage, die man sich in Prichsenstadt erzählt, von einem magischen Gewässer, das Wanderer in die Irre führte. Ähnliche Sagen gab es auch in Järkendorf. Man erklärte den Namen der Flurlage Teufel mit dem Auftauchen des Beelzebubs. Mit einer Sage wurde auch die Entstehung der Waldabteilung Goldgrube gedeutet.
Bekannteste Sagengestalt um Prichsenstadt ist der sogenannte He-he, über den man sich zwischen Kirchschönbach, Rüdern und Wiesentheid-Untersambach Geschichten erzählt. Er wird als meineidiger Bauer oder als Reiter ohne Kopf beschrieben. Man stellte sich die Gestalt als einen großen, schwarzen Hund vor. Der He-he sorgte für Zerstörungen und verwirrte Wanderer in den Wäldern um Ilmbach.

## Wirtschaft und Infrastruktur

### Wirtschaft

#### Wirtschaftliche Eckpunkte
Im Jahr 2022 waren in Prichsenstadt insgesamt 727 sozialversicherungspflichtig Beschäftigte am Arbeitsort gemeldet, davon 459 männlich und 268 weiblich. Die Beschäftigten verteilten sich auf verschiedene Wirtschaftsbereiche. In der Land- und Forstwirtschaft sowie der Fischerei waren 21 Personen tätig, während das produzierende Gewerbe mit 412 Beschäftigten den größten Anteil stellte. Im Bereich Handel, Verkehr und Gastgewerbe arbeiteten 168 Personen, im Sektor der Unternehmensdienstleistungen 30, und der Bereich der öffentlichen und privaten Dienstleister umfasste 96 sozialversicherungspflichtig Beschäftigte.
Die Zahl der sozialversicherungspflichtig Beschäftigten mit Wohnsitz in Prichsenstadt lag im selben Jahr bei 1.494.

#### Industrie
Der wichtigste Wirtschaftszweig in Prichsenstadt ist die Industrie. Die beiden größten Unternehmen im Stadtgebiet sind die MERO - TSK Prichsenstadt GmbH & Co. KG mit 180 Mitarbeitern und die Hanina GmbH in Altenschönbach mit 118 Mitarbeitern. Die MERO - TSK Prichsenstadt GmbH & Co. KG ist Teil der MERO - TSK International GmbH & Co. KG mit Sitz in Würzburg und produziert für die Geschäftsfelder Bausysteme, Airport-Technik, Bodensysteme und Ausstellungssysteme. Im Jahr 2022 erzielte das Unternehmen einen Umsatz von 60 Millionen Euro.
Die Hanina GmbH konzentriert sich auf die Herstellung und den Vertrieb von Backwaren und ist Teil des Konzerns Dan Cake A/S mit Sitz in Give, Dänemark. 2022 erwirtschaftete die Hanina GmbH Erlöse von rund 33 Millionen Euro.
Zusammen beschäftigen diese beiden Unternehmen nahezu 300 Mitarbeiter und sind ein wichtiger Bestandteil der Wirtschaft von Prichsenstadt.

#### Weinbau
Prichsenstadt ist heute Weinbauort im Anbaugebiet Franken. Eine großlagenfreie Weinlage existiert um die Stadt, der Wein wird seit den 1970er Jahren unter dem Namen Prichsenstädter Krone vermarktet. Prichsenstadt ist Teil des Bereichs Weinpanorama Steigerwald, bis 2017 waren die Winzer im Bereich Steigerwald zusammengefasst. Die Keuperböden um Prichsenstadt eignen sich ebenso für den Anbau von Wein, wie die Lage in der Maingauklimazone, die zu den wärmsten Deutschlands gehört.
Bereits seit dem Frühmittelalter betreiben die Menschen um Prichsenstadt Weinbau. Die fränkischen Siedler brachten wohl im 7. Jahrhundert die Rebe mit an den Main. Im Mittelalter gehörte die Region zum größten zusammenhängenden Weinbaugebiet im Heiligen Römischen Reich. Erstmals erwähnt wurde die Rebe in Prichsenstadt allerdings erst 1414, als von einem „Morgen Weingartt“ die Rede ist. Die Prichsenstädter betrieben zumeist Nebenerwerbsweinbau in Subsistenzwirtschaft, gleichzeitig bildeten sich bereits Exportzentren insbesondere entlang des Mains heraus.
Der Weinbau erlebte nach der Säkularisation zu Beginn des 19. Jahrhunderts einen umfassenden Niedergang. Vor allem klimatisch weniger begünstige Lagen gab man vollständig auf. Zusätzlich erschwerte das Aufkommen von Schädlingen wie der Reblaus den Anbau. Um 1900 existierten gar keine Weinberge mehr in Prichsenstadt. Konsolidieren konnte sich die Weinbauregion Franken erst wieder in der zweiten Hälfte des 20. Jahrhunderts. Der Einsatz von Düngern und verbesserte Anbaumethoden hatten dazu ebenso beigetragen wie die Organisation in Genossenschaften und die Flurbereinigung der 1970er Jahre.
Erstmals ist im Jahr 1954 wieder eine Weinlese in Prichsenstadt abgehalten worden, allerdings dauerte es noch bis in die 1970er Jahre, bis der Weinbau wieder in größerem Stil im Ort betrieben wurde. Heute bildet die Weinbergslandschaft um die Stadt einen der Eckpfeiler für den Tourismus. So bietet man Weinbergsführungen für die Gäste an. Mittelpunkt der neuen Weinbaukultur ist allerdings das Weinfest, das seit über 40 Jahren Ende Juni in der Altstadt gefeiert wird.
| Weinlage | Größe 1993 | Himmelsrichtung | Hangneigung | Hauptrebsorten         | Großlage      |
| -------- | ---------- | --------------- | ----------- | ---------------------- | ------------- |
| Krone    | 18 ha      | Süden           | 15–20 %     | Müller-Thurgau, Ortega | großlagenfrei |

### Infrastruktur

#### Verkehr
Der Gemeindebereich von Prichsenstadt wird von zwei Bundesstraßen durchquert:
- Die B 22 erschließt die Ortsteile Laub, Stadelschwarzach, Neuses am Sand, Bimbach und Neudorf.
- Die B 286 hat eine Abfahrt in Neuses am Sand, an der Kreuzung mit der B 22. Über die B 286 erreicht man in Fahrtrichtung Süden bei einer Fahrtzeit von rund 10 Minuten die Bundesautobahn 3 (AS-Wiesentheid).

Die Bahnstrecke Kitzingen–Schweinfurt, die die Ortsteile Järkendorf, Stadelschwarzach und Prichsenstadt tangierte, wird nicht mehr genutzt. Auch Sonderfahrten (z. B. durch den Förderverein Steigerwald-Express) werden nicht mehr durchgeführt. Der Güterverkehr ist bereits seit 2006 eingestellt. Kontrovers wird inzwischen die Reaktivierung der Bahn diskutiert.
Durch Prichsenstadt verläuft der Fränkische Marienweg.

## Persönlichkeiten

### Söhne und Töchter der Stadt
- Johann Lochner († 1484), erster Propst von St. Sebald in Nürnberg, Gesandter in Rom
- Siegmund von Prüstat (15. Jahrhundert), Astrologe in Köln
- Nicolaus Creusel (1627–1676), Rechtswissenschaftler
- Johann Heinrich Schulin (* 1692; † 1775), Dekan, Stadtpfarrer in Gunzenhausen, Schriftsteller
- Johann Sigismund Schulin (* 18. August 1694 in Prichsenstadt; † 13. April 1750 in Lyngby, Dänemark), deutsch-dänischer Diplomat und Außenminister
- Ludwig Fuchs von Bimbach und Dornheim (* 30. Dezember 1833 in Bimbach; † 22. Dezember 1900 in Landshut), deutscher Verwaltungsbeamter und Regierungspräsident von Niederbayern
- Stephan Karl Stengel (* 1836; † 1901), Benediktiner, Professor der Physik und Mathematik, Konservator der Sternwarte Augsburg[24]
- Johann Sebastian Hörlein (* 17. März 1871 in Brünnau; † 30. August 1908 in Plainland, Queensland, Australien), Missionar
- Friedrich Funk (* 3. Oktober 1900 in Neuses am Sand; † 5. August 1963), deutscher Politiker (CSU), MdB
- Volker Honemann (* 19. September 1943 in Stadelschwarzach; † 28. Januar 2017), Historiker
- Michael Glos (* 14. Dezember 1944 in Brünnau), deutscher Politiker (CSU), MdB

### Mit Prichsenstadt verbunden
- Christian Rummel (1787–1849), geboren in Gollachostheim, aufgewachsen in Prichsenstadt, Musikpädagoge, Komponist, Musiker